# Karel Bogaerts
Karel Bogaerts (Lier, 1941) is een Belgisch voormalig politicus voor de SP en vervolgens sp.a. Hij was burgemeester van Grobbendonk.

## Biografie
Bogaerts werd gemeenteraadslid van Grobbendonk na de gemeenteraadsverkiezingen van 1982 en werd meteen schepen. Hij bleef dit tot 1997.
Eind dat jaar werd Bogaerts na de geweigerde benoeming van Herman Wouters, voorgedragen als burgemeester van Grobbendonk door een wisselmeerderheid van tussen CVP, Agalev en SP. Hij was burgemeester van 23 december 1997 tot 2000. Bij de gemeenteraadsverkiezingen van 2000 werd hij opnieuw verkozen en zetelde vervolgens als gemeenteraadslid in de oppositie. In 2001 kondigde hij zijn afscheid aan.
Tot hij burgemeester benoemd werd was hij actief als leraar.